# بایلیتون (تنسی)
بایلیتون(به انگلیسی: Baileyton) شهری در ایالت تنسی کشور ایالات متحده آمریکا است که جمعیت آن در سرشماری سال ۲۰۱۰ میلادی، ۴۳۱ نفر بوده‌است.